# Piotr Wysocki (polityk)
Piotr Wysocki (ur. 27 czerwca 1898 w Rusiborku koło Środy Wielkopolskiej, zm. 5 października 1985 w Pile) – prezydent Gorzowa Wielkopolskiego w latach 1945–1947, prezydent Piły w latach 1947–1948, starosta w Szczytnie od 1948 do 1950.

## Życiorys
Brał udział w powstaniu wielkopolskim, w walkach w Gnieźnie, Duszyniu, Margoninie i Nakle; po 19 stycznia 1919 był żołnierzem 70 pp w Pleszewie. Pracował w kancelarii adwokackiej, następnie w Związku Zawodowym Pracowników Rolnictwa i Leśnictwa, sympatyzował z PPS. Okupację spędził w Wągrowcu.
Wszedł w skład grupy operacyjnej, którą Florian Kroenke, jako pełnomocnik rządu na obwód gorzowski, przyprowadził 28 marca 1945 do Gorzowa Wielkopolskiego. Nazajutrz Wysocki mianowany został burmistrzem miasta; na tym stanowisku został do 20 kwietnia, kiedy został mianowany prezydentem miasta. Nominację usankcjonował wojewoda poznański, który 1 września wyłączył Gorzów Wielkopolski spod kompetencji pełnomocnika obwodowego, powierzając prezydentowi pełnienie funkcji pełnomocnika rządu na obszarze miasta. Piotr Wysocki wybrany został (z urzędu – jako pełnomocnik obwodowy) przewodniczącym Tymczasowej Miejskiej Rady Narodowej (MRN) i pełnił tę funkcję do 5 sierpnia 1946. 12 sierpnia 1946 Miejska Rada Narodowa pod przewodnictwem Waleriana Leśnickiego (PPS) jako pierwsza na ziemi lubuskiej dokonała wyboru ciała samorządowego, powierzając ponownie funkcję prezydenta Piotrowi Wysockiemu, a wiceprezydenta Leonowi Kruszonie. Jednak w wykazie powiatów ziemi lubuskiej z 31 października 1946 Gorzów Wielkopolski przestał figurować jako powiat miejski i został ponownie włączony w obręb administracyjny powiatu. Samo miasto pozostało jednak wydzielone z powiatowego związku samorządowego i władzą zwierzchnią wobec MRN pozostała Wojewódzka Rada Narodowa w Poznaniu. Degradacja miasta jako sygnał pewnych zaniedbań, niezbyt dobrze układające się stosunki z bardziej energicznym i mającym faktyczną władzę w wielu dziedzinach wiceprezydentem – były jednymi z przyczyn odejścia Wysockiego ze stanowiska prezydenta Gorzowa, co stało się 30 maja 1947.
1 czerwca 1947 został prezydentem Piły, natomiast w latach 1948–1950 był starostą powiatowym w Szczytnie. W 1951 wrócił do Piły, gdzie zaangażował się w działalność społeczną, m.in. w ZBoWiD, w 1974 roku został „Pilaninem Roku”, posiadał też liczne odznaczenia państwowe i regionalne.
W ostatnich latach życia poważnie chorował. Zmarł 5 października 1985.